# Pingstförsamlingen Borensberg - Klockrike
Pingstförsamlingen Borensberg - Klockrike (tidigare Pingstförsamlingen Borensberg) är en församling i Borensberg, Motala kommun. Församlingen var ansluten till Pingströrelsen.

## Historik
Pingstförsamlingen Borensberg bildades senast 1971 i Borensberg och var ansluten till Pingströrelsen.

## Pastorer
- 1979-2017 - Sven-Olof Fagerhov (född 1940).[2]

## Församlingens kyrkor
- Pingstkyrkan, Borensberg